# Finska kulturfonden
Finska kulturfonden (finska: Suomen Kulttuurirahasto) är en finländsk kulturfond med säte i Helsingfors. Dess syfte är att värna och främja finsknationell andlig och ekonomisk odling. 
Finska kulturfonden består av en stiftelse, grundad 1939, och dess stödförening, grundad 1937. Inom stiftelsen verkar en centralfond och 17 landskapsfonder för främjandet av den regionala kulturpolitiken. Medel insamlades av skolelever, men startkapitalet hopbringades dock huvudsakligen genom donationer av bland andra Mauri Honkajuuri och Heikki Huhtamäki, av vilka den sistnämnda skänkte aktiemajoriteten i sitt företag. Finska kulturfonden är en av landets förmögnaste stiftelser. 
Initiativtagare var L.A. Puntila, som var dess förste överombudsman 1937–1954. Stiftelsen utdelar stipendier till forskare och konstnärer samt olika sammanslutningar och aktörer inom konst och kultur. Dessutom utdelas pris till förtjänta personer som erkänsla för en värdefull livsgärning. Finska kulturfonden förvaltar drygt 700 enskilda fonder, vars medel utdelas i enlighet med donatorernas önskemål. Några donationer har även gett upphov till helt nya verksamhetsformer. Med stöd av medel som Mirjam Helin donerat arrangerar Finska kulturfonden sedan 1984 vart femte år Mirjam Helins internationella sångtävling som vunnit stort anseende. 
Finska kulturfonden upprätthåller även Konsthemmet Kirpilä i Helsingfors med en samling finländsk konst som läkaren Juhani Kirpilä donerat. På sin årsfest 2005 utdelade Finska kulturfonden tillsammans med landskapsfonderna stipendier och priser vars sammanlagda belopp uppgick till 23,7 miljoner euro. År 2008 utdelade centralfonden stipendier för 19,6 miljoner euro medan landskapsfonderna utdelade stipendier vars summa uppgick till 8,9 miljoner euro.